# Oxycera trispila
Oxycera trispila är en tvåvingeart som beskrevs av Mario Bezzi 1909. Oxycera trispila ingår i släktet Oxycera och familjen vapenflugor.
Artens utbredningsområde är Syrien. Inga underarter finns listade i Catalogue of Life.